# Język javindo
Język javindo – język kontaktowy powstały na bazie języka niderlandzkiego. Bywa uważany za język kreolski; alternatywnie może być klasyfikowany jako język mieszany. Był używany na Jawie w Indonezji. Nazwa powstała z połączenia słów „Java” i „Indo”, niderlandzkiego słowa, które oznacza osobę mieszanego pochodzenia niderlandzko-indonezyjskiego. Gramatyka opierała się na wzorcu jawajskim, a słownictwo na niderlandzkim, ale wymawianym w sposób charakterystyczny dla Jawajczyków. Praktycznie wyszedł z użycia; nie jest jasne, czy wciąż posługuje się nim jakakolwiek grupa osób.
Nazwa „javindo” została wprowadzona w publikacji z 1994 r.